# Дом Яковлевой
Дом Яковлевой (дом Серебряковой) — памятник архитектуры. Расположен в Санкт-Петербурге, современный адрес дома — Садовая улица, 5, Итальянская улица, 10. Входит в ансамбль площади Искусств, прилегая к ней, сохраняя единство оформления со строениями площади.
Дом был построен в 1820х годах по проекту К. Росси в стиле классицизма. Первый этаж покрыт горизонтальными рустами, над окнами второго этажа расположены прямые сандрики. Вероятно, у них ранее были кронштейны, которые срубили. Окна верхнего этажа увеличены по высоте в более позднее время.
В 1880-е годы в здании находилась редакция ежедневной политической и литературной газеты «Минута». До 1917 года в доме также размещалась шоколадная фабрика «И. Крафт», на которой работало около 150 человек. Во времена НЭПа предприятие возобновило свою деятельность, однако в 1926 году прекратило своё существование.